# 바퀴목
바퀴목은 곤충강 망시상목에 속하는 목 또는 아목이다. 흔히 바퀴 또는 바퀴벌레라고 한다. 전 세계에 약 4,500종이 있고, 그중 약 30종이 인간의 거주지와 관련이 있으며, 한국에서는 그 중 4종이 해충으로 잘 알려져 있다.
몸은 주로 틈새를 비집고 다니기 편리한 납작한 타원형 모양으로, 날개가 있는 것도 있다. 난태생인 경우도 있으며 난협(ootheca)이라고 하는 알집에서 유충이 대량으로 부화하여 불완전변태를 하며 성장한다. 약 4,000종의 바퀴류 중 사람에게 직접적, 간접적 해를 끼치는 것은 20종 이하이다. 이들은 주로 사람이 거주하는 곳에서 번식하면서 하수구나 오염된 구역을 돌아다니면서 병원균을 옮기며, 번식력이 굉장히 뛰어나 박멸하기 어렵다.
사마귀목(Mantodea) 등과 가까운 것으로 생각되었으나 1999년 이후에 발표된 견해를 따라 오늘날에는 흰개미목(Isoptera)에 가장 가깝다는 의견이 지배적이다. 화석 기록을 말미암아 현대의 바퀴와 비슷했으나, 꼬리에 산란관이 있는 등 구조적으로 달랐던 "바퀴 형태의 곤충"은 약 3억 2천만년 전 석탄기부터 출현한 것으로 생각된다. 현존하는 바퀴목의 하위 분류군은 쥐라기 후기에 처음 출현하였다.

## 하위 분류
- Blaberidae
- 바퀴과 (Ectobiidae)
- Tryonicidae
- 왕바퀴과 (Blattidae)
- 갑옷바퀴과 (Cryptocercidae)
- Corydiidae
- 동굴바퀴과 (Nocticolidae)
- Lamproblattidae

## 계통 분류
다음은 2002년 "생명의 나무 프로젝트"(The Tree of Life Web Project)에 제안된 계통 분류이다.

|  | 사마귀목           |
|  |                    |
|  | 바퀴목 및 흰개미목 |
|  |                    |

|  | 대벌레붙이목   |
|  |                |
|  | 귀뚜라미붙이목 |
|  |                |

|  | 흰개미붙이목 |
|  |              |
|  | 대벌레목     |
|  |              |

|  | 여치아목   |
|  |            |
|  | 메뚜기아목 |
|  |            |

|  | 사마귀목           |
|  |                    |
|  | 바퀴목 및 흰개미목 |
|  |                    |

|  | 대벌레붙이목   |
|  |                |
|  | 귀뚜라미붙이목 |
|  |                |

|  | 흰개미붙이목 |
|  |              |
|  | 대벌레목     |
|  |              |

|  | 여치아목   |
|  |            |
|  | 메뚜기아목 |
|  |            |

|  | \| \| 다듬이벌레목 및 이목 \| \| \| \| \| \| 총채벌레목 \| \| \| \| \| \| 노린재목 \| \| \| \| |
|  |                                                                                                |
|  | 내시상목                                                                                       |
|  |                                                                                                |
|  | 다듬이벌레목 및 이목                                                                           |
|  |                                                                                                |
|  | 총채벌레목                                                                                     |
|  |                                                                                                |
|  | 노린재목                                                                                       |
|  |                                                                                                |

|  | 다듬이벌레목 및 이목 |
|  |                      |
|  | 총채벌레목           |
|  |                      |
|  | 노린재목             |
|  |                      |

|  | 사마귀목           |
|  |                    |
|  | 바퀴목 및 흰개미목 |
|  |                    |

|  | 대벌레붙이목   |
|  |                |
|  | 귀뚜라미붙이목 |
|  |                |

|  | 흰개미붙이목 |
|  |              |
|  | 대벌레목     |
|  |              |

|  | 여치아목   |
|  |            |
|  | 메뚜기아목 |
|  |            |

|  | 사마귀목           |
|  |                    |
|  | 바퀴목 및 흰개미목 |
|  |                    |

|  | 대벌레붙이목   |
|  |                |
|  | 귀뚜라미붙이목 |
|  |                |

|  | 흰개미붙이목 |
|  |              |
|  | 대벌레목     |
|  |              |

|  | 여치아목   |
|  |            |
|  | 메뚜기아목 |
|  |            |

|  | \| \| 다듬이벌레목 및 이목 \| \| \| \| \| \| 총채벌레목 \| \| \| \| \| \| 노린재목 \| \| \| \| |
|  |                                                                                                |
|  | 내시상목                                                                                       |
|  |                                                                                                |
|  | 다듬이벌레목 및 이목                                                                           |
|  |                                                                                                |
|  | 총채벌레목                                                                                     |
|  |                                                                                                |
|  | 노린재목                                                                                       |
|  |                                                                                                |

|  | 다듬이벌레목 및 이목 |
|  |                      |
|  | 총채벌레목           |
|  |                      |
|  | 노린재목             |
|  |                      |

## 서식지
현생종은 5개 과에 약 4,000종 이상이 있다. 분포지역은 극지방과 해발 2,000m 이상인 곳을 뺀 세계 전역으로, 대부분이 열대나 아열대 지방이다. 그 중 50종이 인간의 생활 장소에 적응하여 집 근처에서 서식하는데, 번식력과 환경에 대한 적응력이 강해서 대표적인 위생해충으로 지목되고 있으며, 잔날개바퀴, 독일바퀴, 이질바퀴, 잔이질바퀴 등이 이에 해당된다. 하지만 바퀴류 중 해를 끼치는 것은 1% 미만이다. 한국에는 바퀴, 집바퀴, 이질바퀴, 먹바퀴 4종을 위생해충으로 보고 있다.

### 한국 서식종
한국에 서식하는 바퀴벌레는 모두 2과 7종으로 알려졌으나 다시 정리되어 3과 11종이 되었다.
- 왕바퀴과 (Blattidae)
  - 이질바퀴 (Periplaneta americana) = 미국바퀴
  - 잔이질바퀴 (Periplaneta australasiae) = 오스트레일리아바퀴
  - 먹바퀴 (Periplaneta fuliginosa)
  - 집바퀴 (Periplaneta japonica) = 일본바퀴
- 바퀴과 (Ectobidae)
  - 경도바퀴 (Asiablatta kyotoensis)
  - 바퀴 (Blattella germanica) = 독일바퀴
  - 산바퀴 (Blattella nipponica)
  - 줄바퀴 (Symploce striata)
  - 유리날개바퀴 (Margattea nimbata nimbata)
- 갑옷바퀴과 (Cryptocercidae)
  - 갑옷바퀴 (Cryptocercus kyebangensis) = 귀신바퀴
  - 가시바퀴 (Cryptocercus relictus)

## 모양 및 특징
몸은 편평 납작하고 몸길이는 5mm의 작은 것에서부터 남아메리카의 블라베루스속(Blaberus sp) 같이 대형의 것까지 다양하다. 몸빛깔은 다갈색 또는 흑갈색이며 머리가 작아서 앞가슴등판 밑에 숨는다. 입은 무는 형(저작형 구기)이며, 눈은 완두 모양이고, 홑눈은 두 개이며, 더듬이는 실 모양으로 길지만 왕바퀴처럼 짧은 것도 있다. 머리와 이어진 앞가슴등판은 원반상으로 크고 앞날개 표면처럼 광택이 있다. 배부는 매우 납작하고 넓으며 배의 뒷마디에 가시가 있는 것도 있다. 다리는 세 쌍으로 모두 걷는다리이며, 넓적다리마디·정강이마디에는 날카로운 가시줄이 있다. 발목마디는 다섯 마디인데 배쪽에 있는 발목마디판은 벽면 등에 부착하는 데 적합하며 벽면을 자유롭게 기어다닐때 사용된다.
날개는 혁시(革翅)이다. 뒷날개의 후연이 넓고 다리의 밑마디(기절, Coxa)가 넓고 크게 발달하여 가슴 기부에 붙어 있는 것이 특징이다. 멀리 날 수 있는 종도 있으나 대체로 비행능력은 상대적으로 떨어진다. 날개가 퇴화되거나 감소된 경우도 있으며 암수에 따라 다른 경우도 있다.
행동은 민첩하고 더듬이나 꼬리털(미모)에 많이 산재하여 있는 감각 기관에 의하여 물체의 움직임을 재빨리 감지하여 신속하게 달린다. 몸이 납작하여 좁은 틈새에도 잘 숨는데 이것은 몸이 미끈미끈한 점과 더불어 좁은 틈새에 잘 숨을 수 있는 능력이다.

## 생태
바퀴는 따뜻하고 습한 곳에서 잘 번식한다. 그러므로 열대지방에서 잘 번식하고, 그 중에는 소택지의 돌밑에 즐겨 사는 것이 많다. 주로 밤에 활동하므로 낮 동안에는 나무껍질 밑, 돌 밑, 낙엽 밑 등 어둑어둑한 그늘에 숨어 있는데, 군집성이 강하고, 또 개체수의 밀도는 생장속도에 영향을 주어 밀도가 높을수록 생장이 빠른데 이것은 몸에서 분비되는 페로몬이 관여하는 것으로 여겨진다.

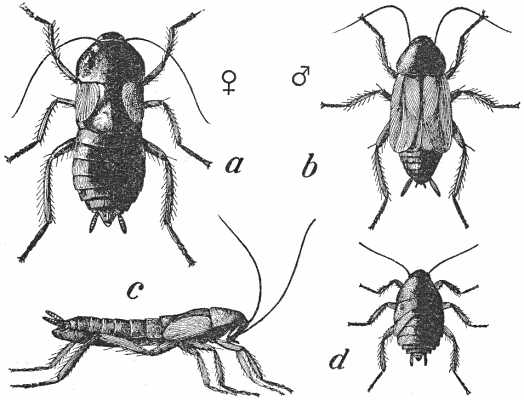
잔날개바퀴 (Blatta orientalis). a, 암컷; b, 수컷; c, 암컷의 옆모습; d, 유충

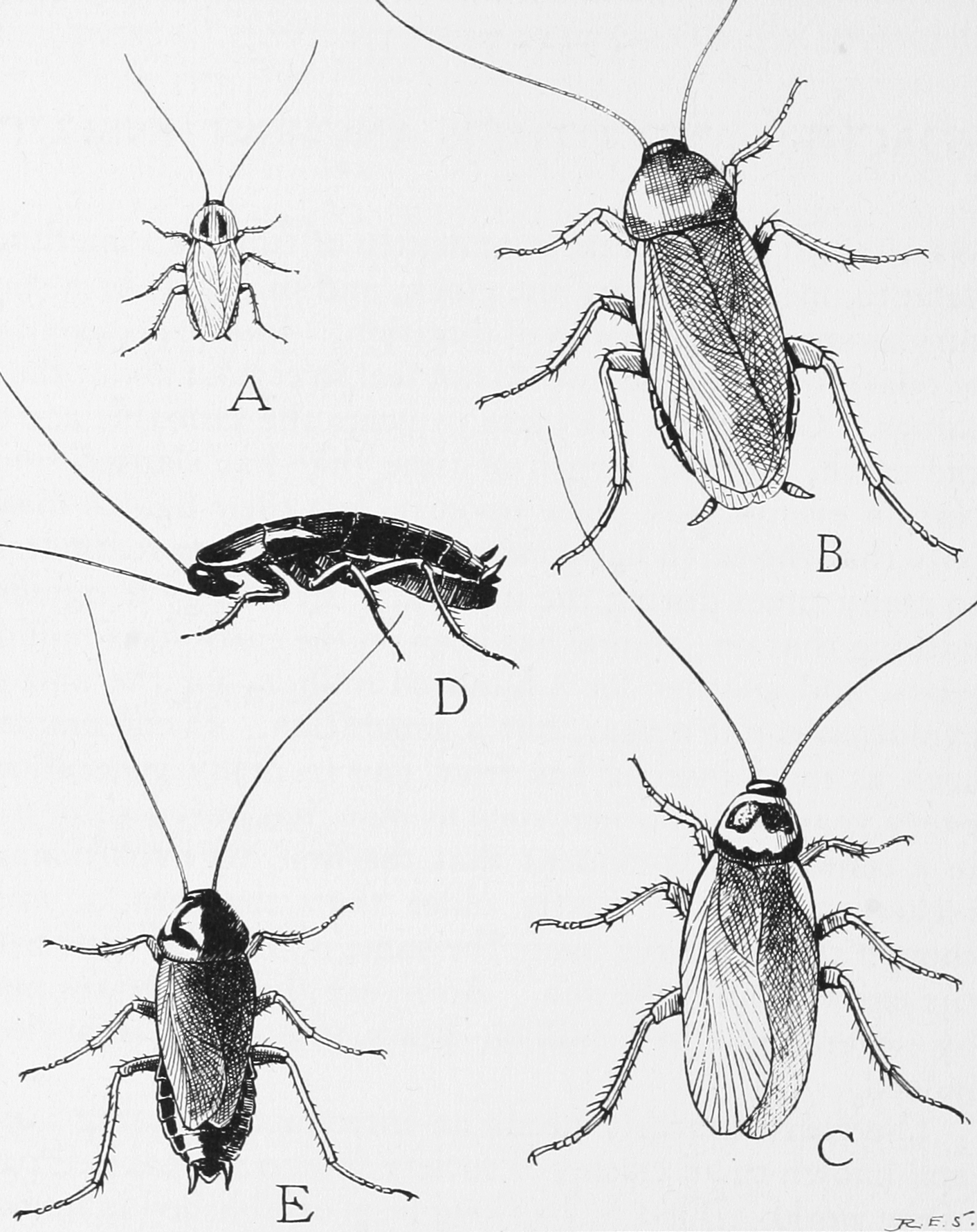
바퀴 A. 이질바퀴 B. 잔이질바퀴 C. D와 E는 잔날개바퀴 (암, 수)

### 식성
대부분 잡식성이며, 갑옷바퀴처럼 썩은 나무를 먹는 종류도 있다.

### 수명
바퀴벌레는 부화하여 성충이 되기까지 보통 6개월 정도 걸린다. 수명은 환경의 영향을 받으며 종에 따라 다른데, 보통 90일 ~ 600일 사이이다.

### 번식
교미는 구애행동 후에 이루어지는데, 수컷은 앞날개를 세우고 제7, 8배마디 등판에 있는 유혹선(誘惑腺)에서 분비물을 낸다. 암컷이 이 분비물에 유인되어 그 분비물을 핥는 사이에 수컷이 교미한다.
암컷은 알집(난협)을 만들어 그 속에 알을 낳고 이것을 배 끝에 붙이고 다니면서 얼마 동안 보육한다. Blaberidae과 등은 산란관의 일부가 부풀어서 자궁 모양이 되며 난태생을 한다. 알의 수나 양은 종류에 따라 다르다. 1개의 난협에 16개 ~ 44개의 알이 저장된다. 한 암컷은 1 ~ 20개까지의 알주머니를 생산할 수 있다. 암컷은 난협을 꽁무늬에 붙이고 다니다가 부화 직전에 내려놓는다.
유충은 15일 ~ 90일 사이에 부화한다. 불완전변태를 하기 때문에 유충은 성충과 거의 같은 모양을 하고 있으며 생활양식도 거의 같다.

### 습성
미국 플로리다 대학의 연구에 의하면, 바퀴벌레는 지나다니는 길에 먹이, 물, 은신처를 화학물질을 사용하여 표시한다. 바퀴벌레는 건물의 따뜻한 곳을 좋아하지만, 열대의 종류들은 더 따뜻한 곳을 선호하여 오히려 집에 머무르지 않는다. 또한 곤충학자들에 의하면 바퀴벌레는 먹이를 필요 이상으로 최대한 먹은 후 자신들의 일족들이 모여 있는 곳에서 다시 토해내며 이를 다른 바퀴벌레들이 먹는다. 사람들은 이런 바퀴벌레의 습성을 이용하여 설치식 바퀴제거제를 곳곳에 설치하여 바퀴벌레를 퇴치하려 한다.

## 오동정
과거 한국에는 잔날개바퀴(Blatta orientalis)가 서식한다고 명시되어 있었으나 그것은 집바퀴(Periplaneta japonica)를 오동정한 것이다. 잔날개바퀴는 암컷과 수컷 모두 날개가 배 끝을 넘지 못하나, 집바퀴는 수컷의 경우 긴 날개를 가지고 있다.

## 천적
다음과 같은 동물들이 바퀴벌레의 천적으로 확인되었다.
- 옥내성 거미류 (특히 농발거미)
- 옥내성 그리마
- 는쟁이벌과
- 벌레살이호리벌
- 연가시강
- 곰팡이
- 포유류
- 도마뱀
- 사마귀
- 새
- 두꺼비
- 왕지네
- 장지뱀
- 파리매

## 인류와의 관계
바퀴벌레는 습성상 인간에 해로운 여러 질병을 옮기고 다니는 위생해충으로 알려져 있다. 바퀴벌레에서 나오는 물질들은 알레르기와 천식, 피부질환을 일으키기도 한다. 그러나 마다가스카르휘파람바퀴는 애완용으로 길러진다. 태국과 중국 등의 일부 지역에서는 일부의 바퀴벌레 종이 식용으로 사용되기도 한다.

## 같이 보기
- 마다가스카르휘파람바퀴
- 해충
- 흰개미

## 참고 문헌
- 데이비드 조지 고든 저, 문명진 옮김, 《바퀴(The Compleat Cockroach)》, 뿌리와 이파리, 2003
- 이 문서에는 다음커뮤니케이션(현 카카오)에서 GFDL 또는 CC-SA 라이선스로 배포한 글로벌 세계대백과사전의 내용을 기초로 작성된 글이 포함되어 있습니다.